# Dilofonotinis
Els dilofonotinis (Dilophonotini) són una tribu de lepidòpters ditrisis de la família dels esfíngids Sphingidae). Les espècies de la subtribu Hemarina es caracteritzen per imitar abellots.

## Taxonomia

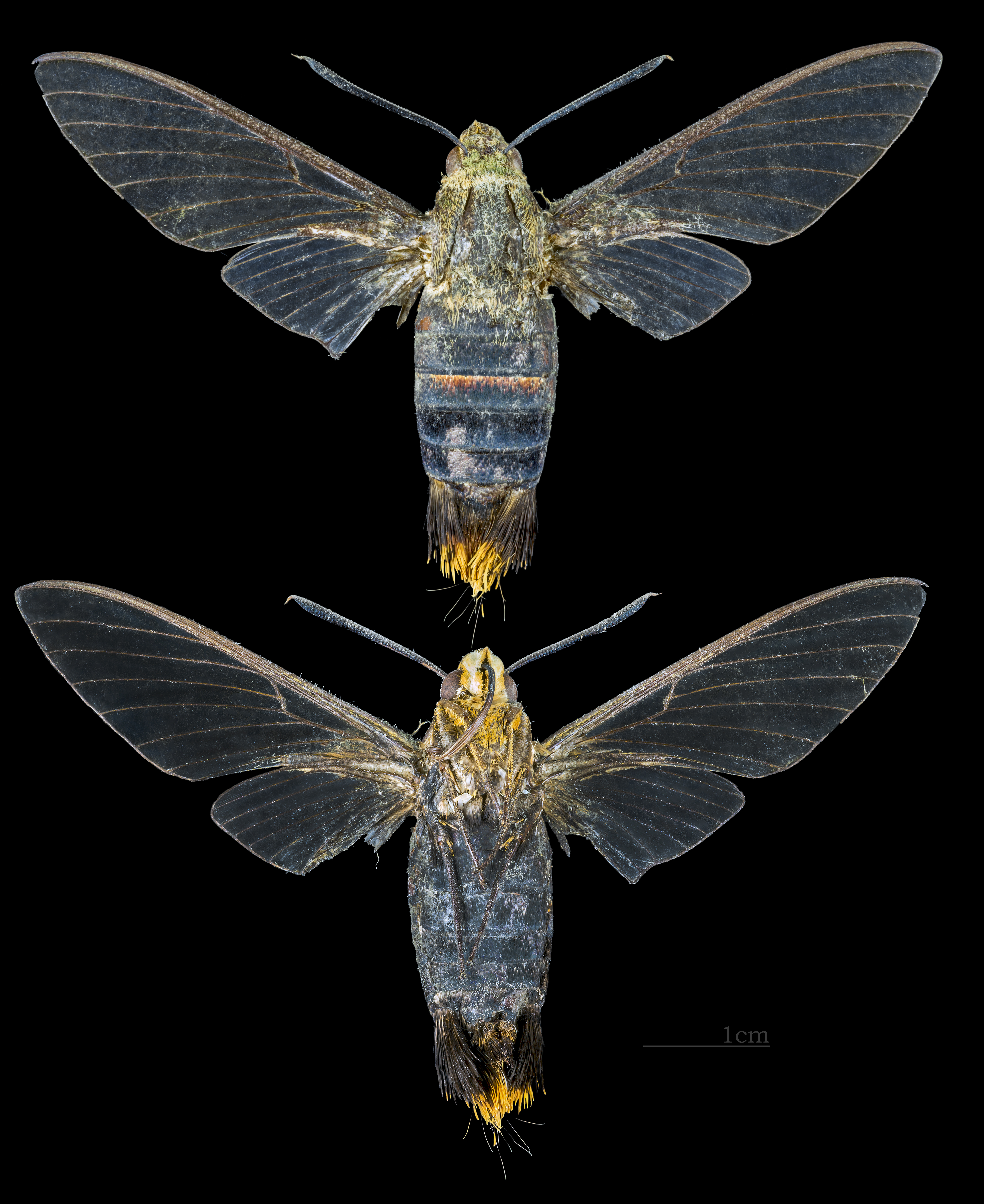
Cephonodes
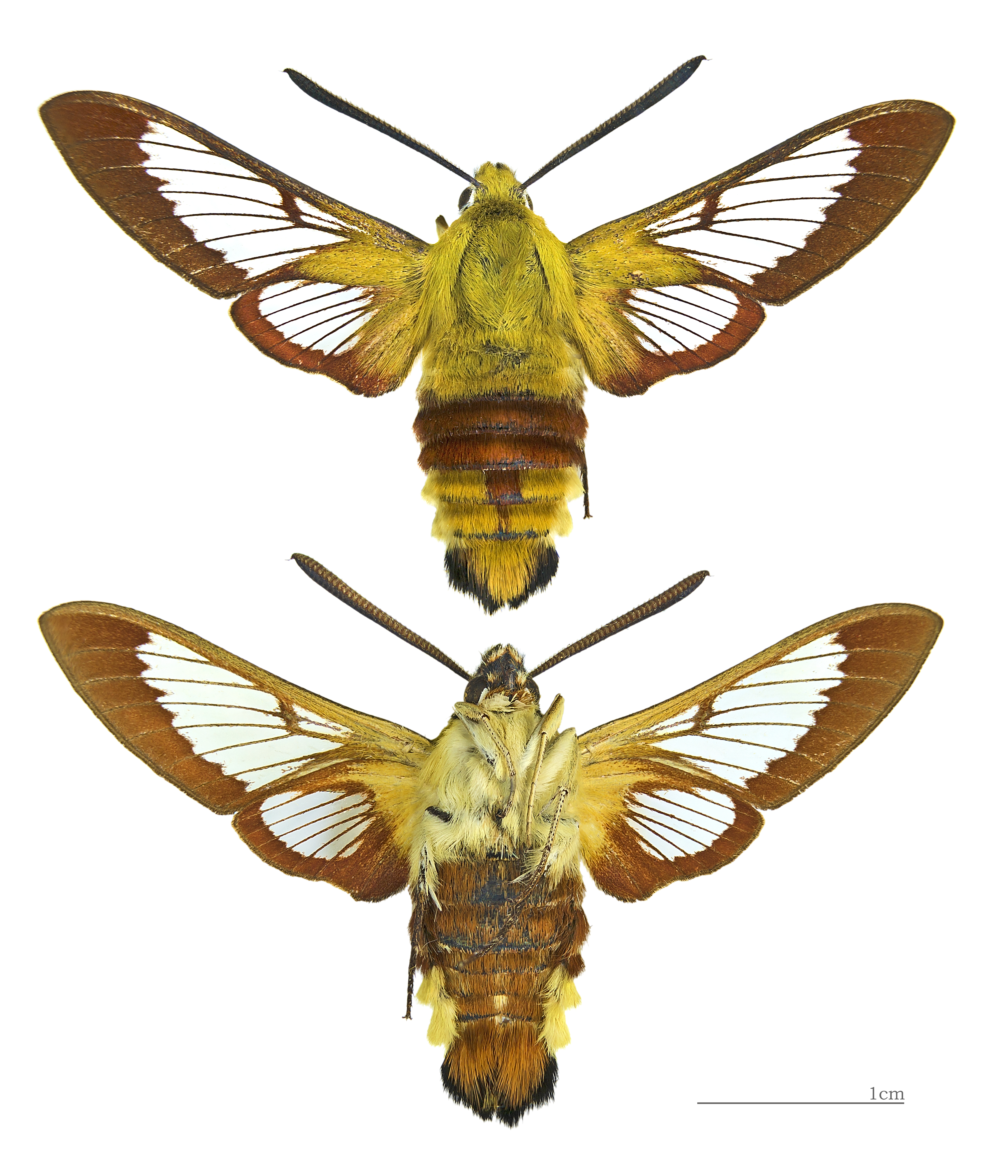
Hemaris

- Subtribu Dilophonotina Burmeister, 1878
  - Gènere Aellopos Hübner, 1819
  - Gènere Aleuron Boisduval, 1870
  - Gènere Baniwa Lichy, 1981
  - Gènere Callionima Lucas, 1857
  - Gènere Cautethia Grote, 1865
  - Gènere Enyo Hübner, 1819
  - Gènere Erinnyis Hübner, 1819
  - Gènere Eupyrrhoglossum Grote, 1865
  - Gènere Hemeroplanes Hübner, 1819
  - Gènere Himantoides Butler, 1876
  - Gènere Isognathus C. & R. Felder, 1862
  - Gènere Kloneus Skinner, 1923
  - Gènere Madoryx Boisduval, 1875
  - Gènere Nyceryx Boisduval, 1875
  - Gènere Oryba Walker, 1856
  - Gènere Pachygonidia Fletcher, 1982
  - Gènere Pachylia Walker, 1856
  - Gènere Pachylioides Hodges, 1971
  - Gènere Perigonia Herrich-Schäffer, 1854
  - Gènere Phryxus Hübner, 1819
  - Gènere Protaleuron Rothschild & Jordan, 1903
  - Gènere Pseudosphinx Burmeister, 1856
  - Gènere Stolidoptera Rothschild & Jordan, 1903
  - Gènere Unzela Walker, 1856

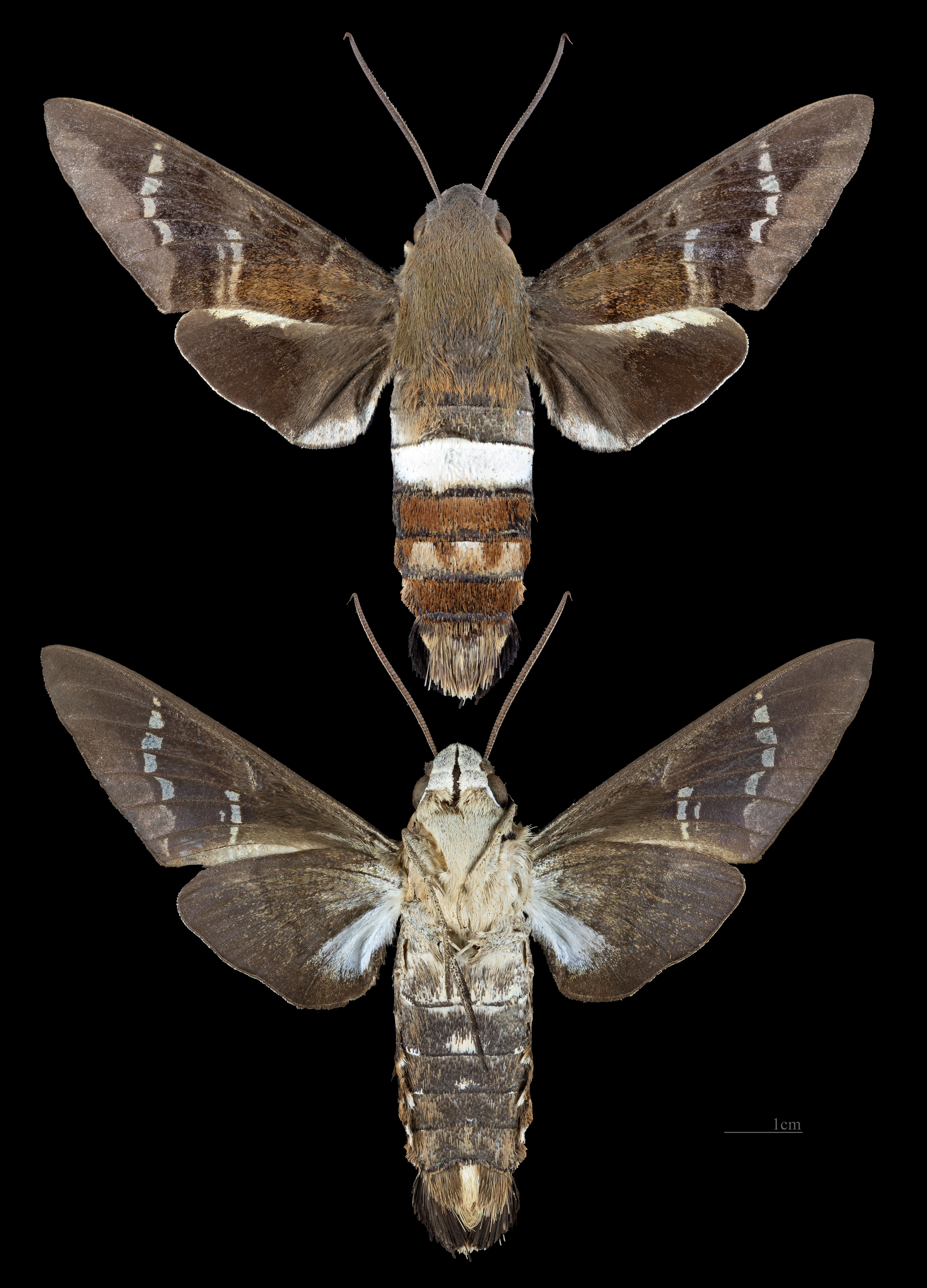
Aellopos
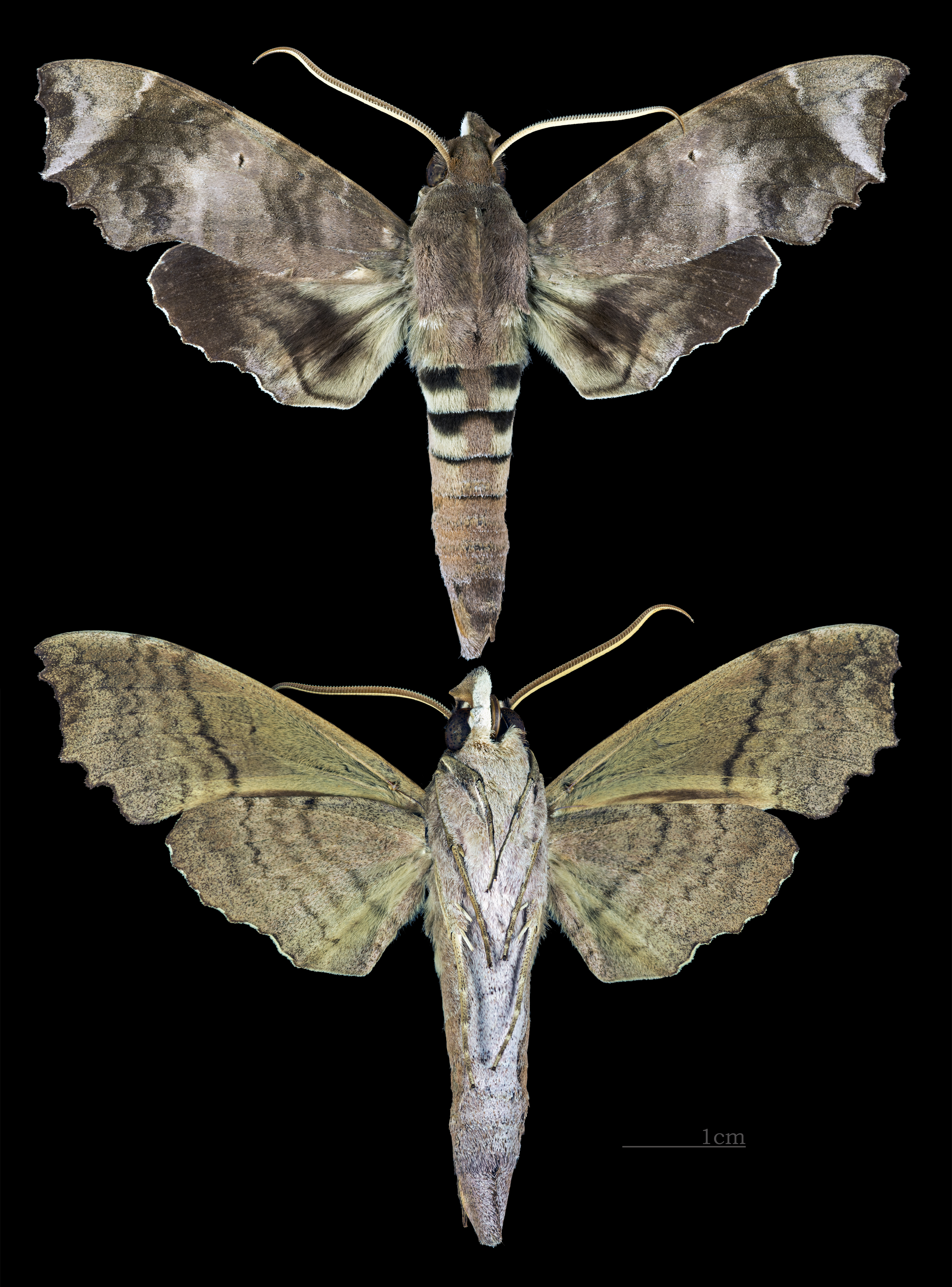
Aleuron
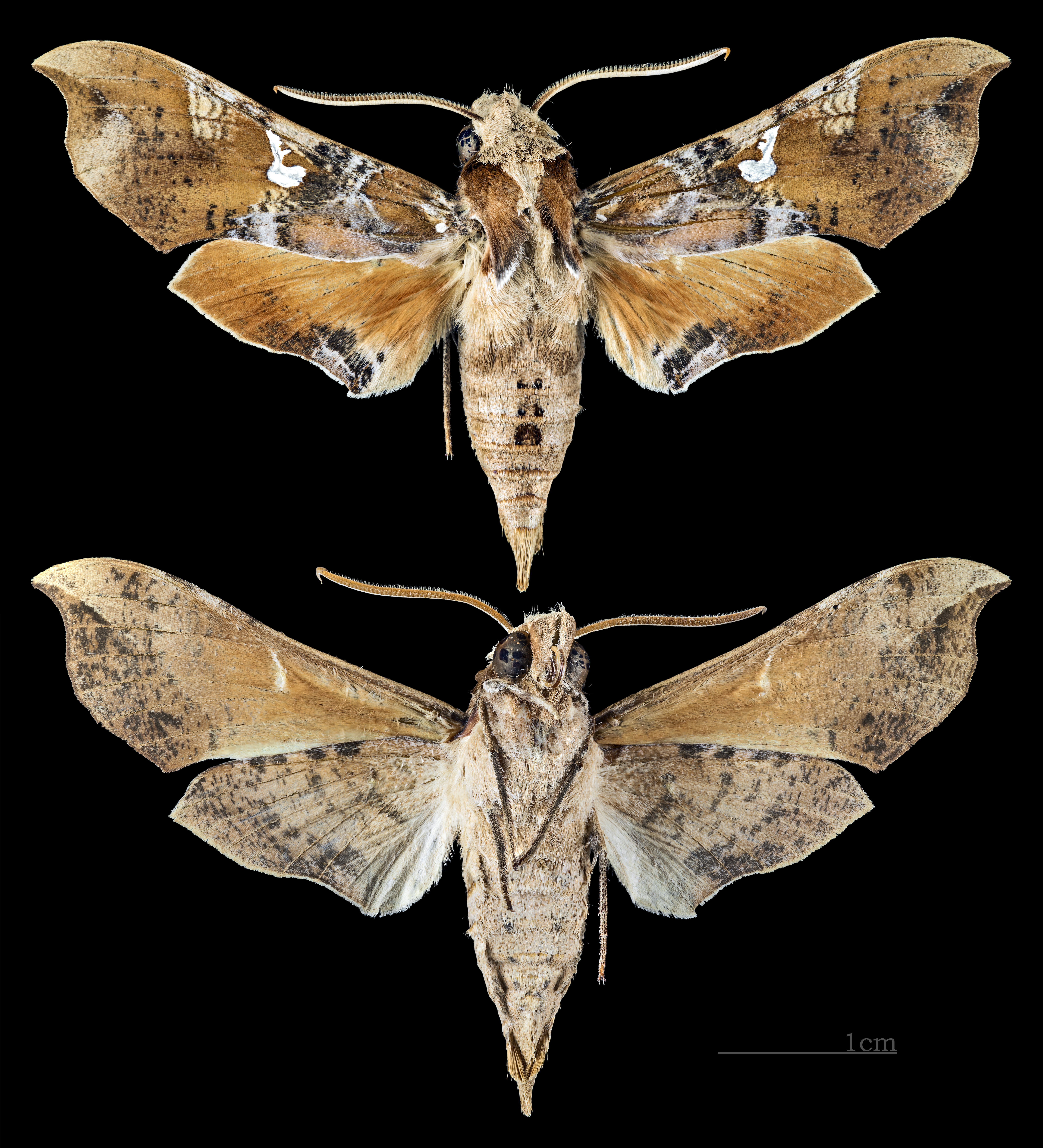
Callionima
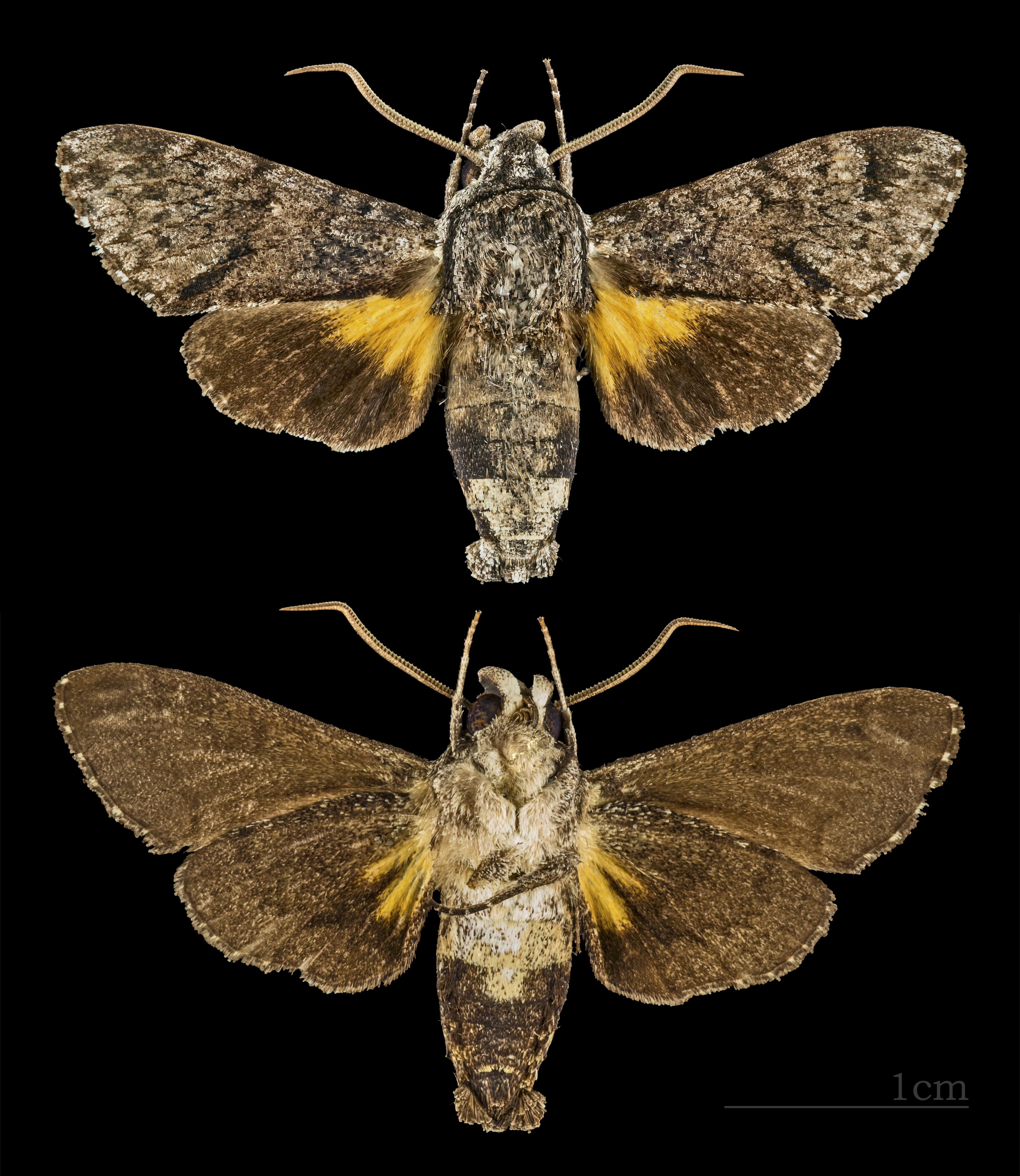
Cautethia
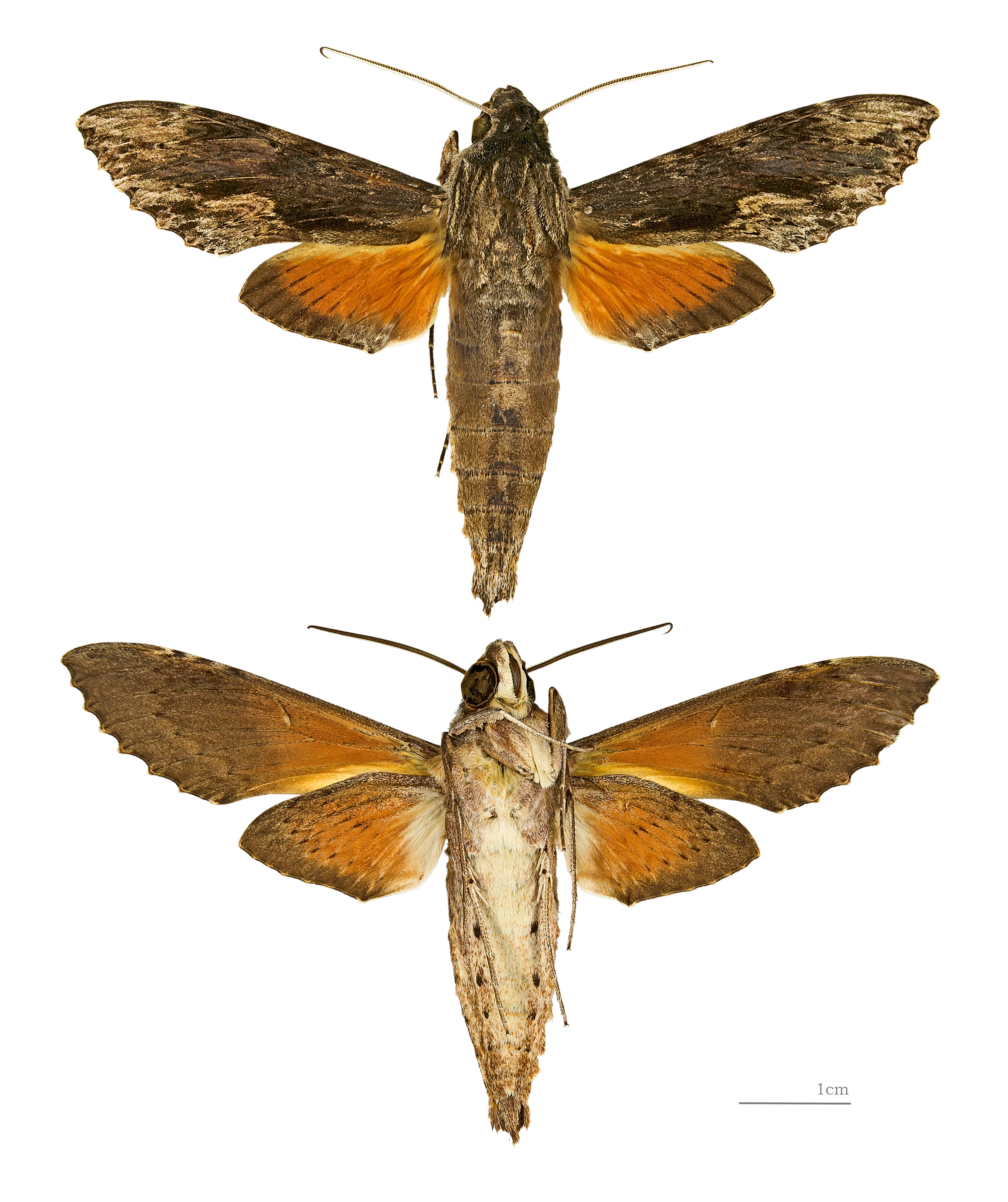
Erinnyis
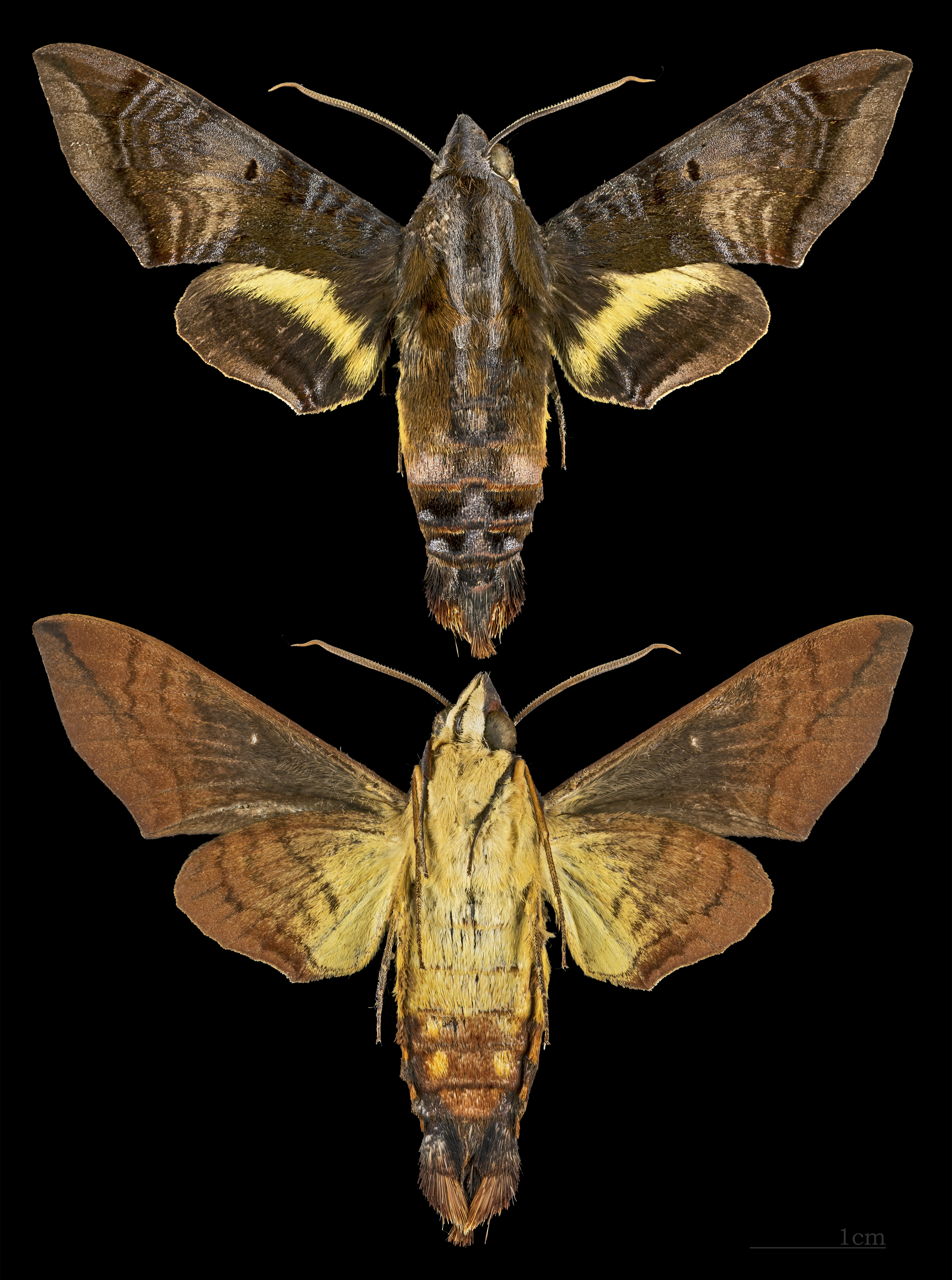
Eupyrrhoglossum
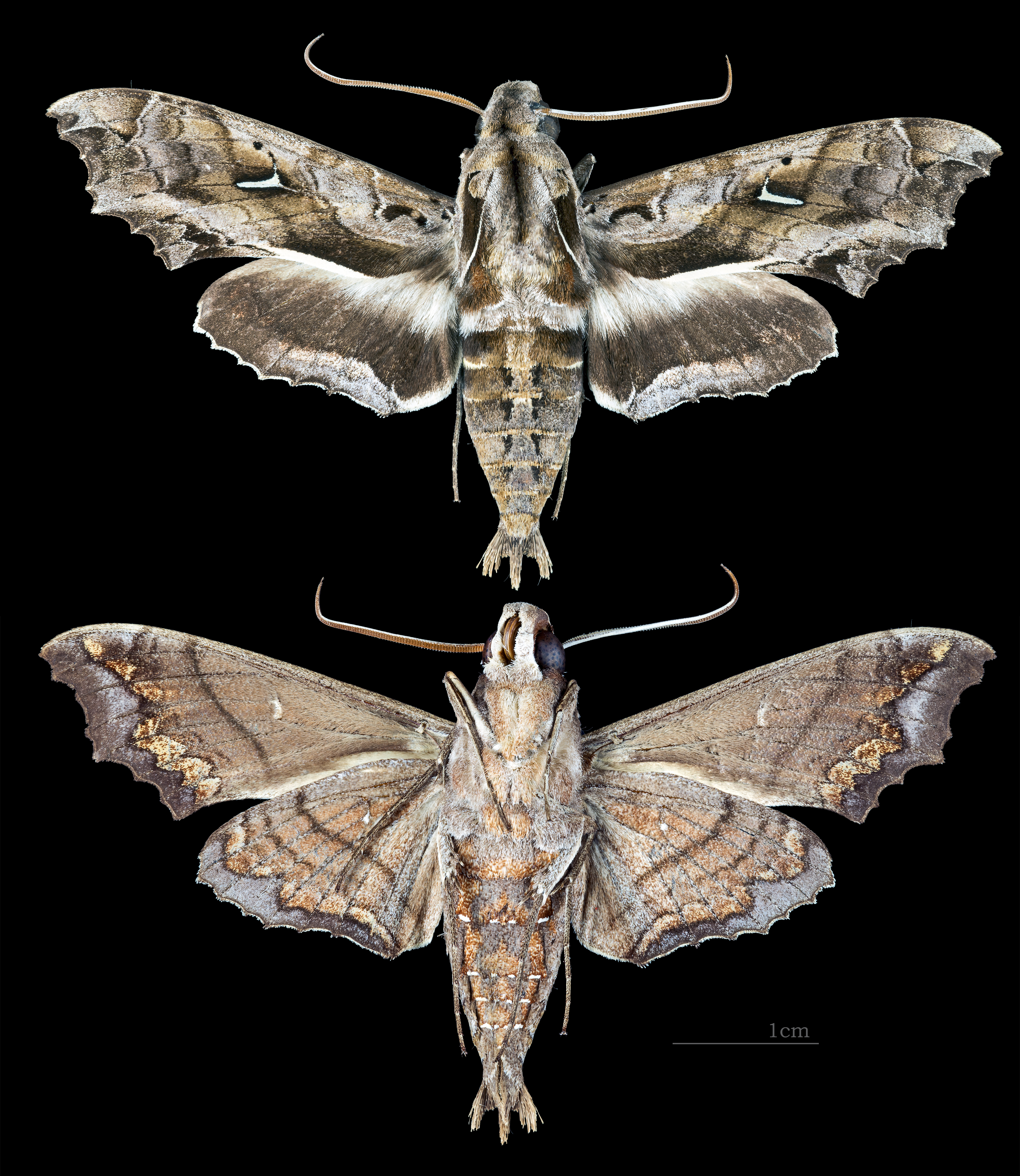
Hemeroplanes
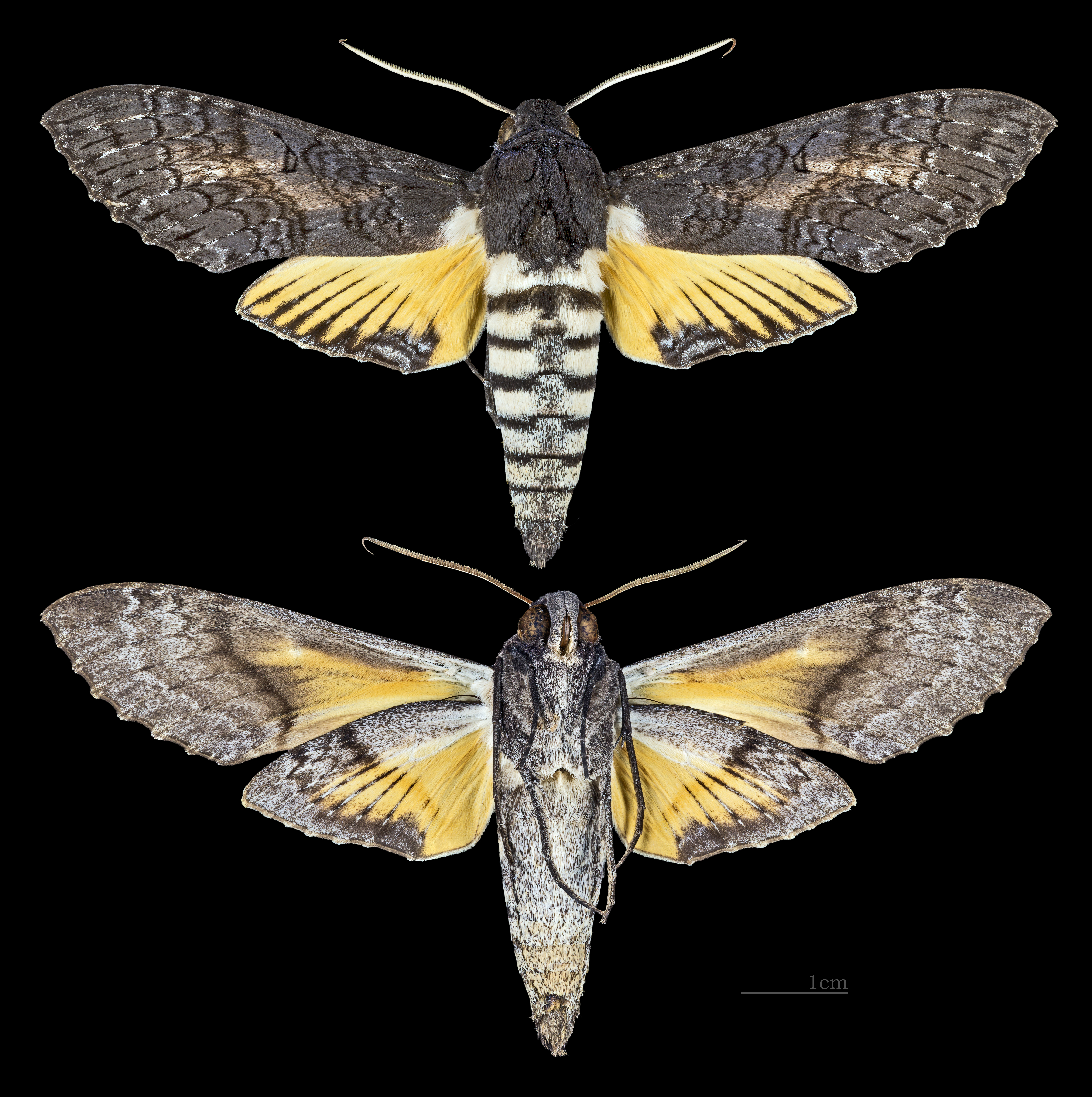
Isognathus
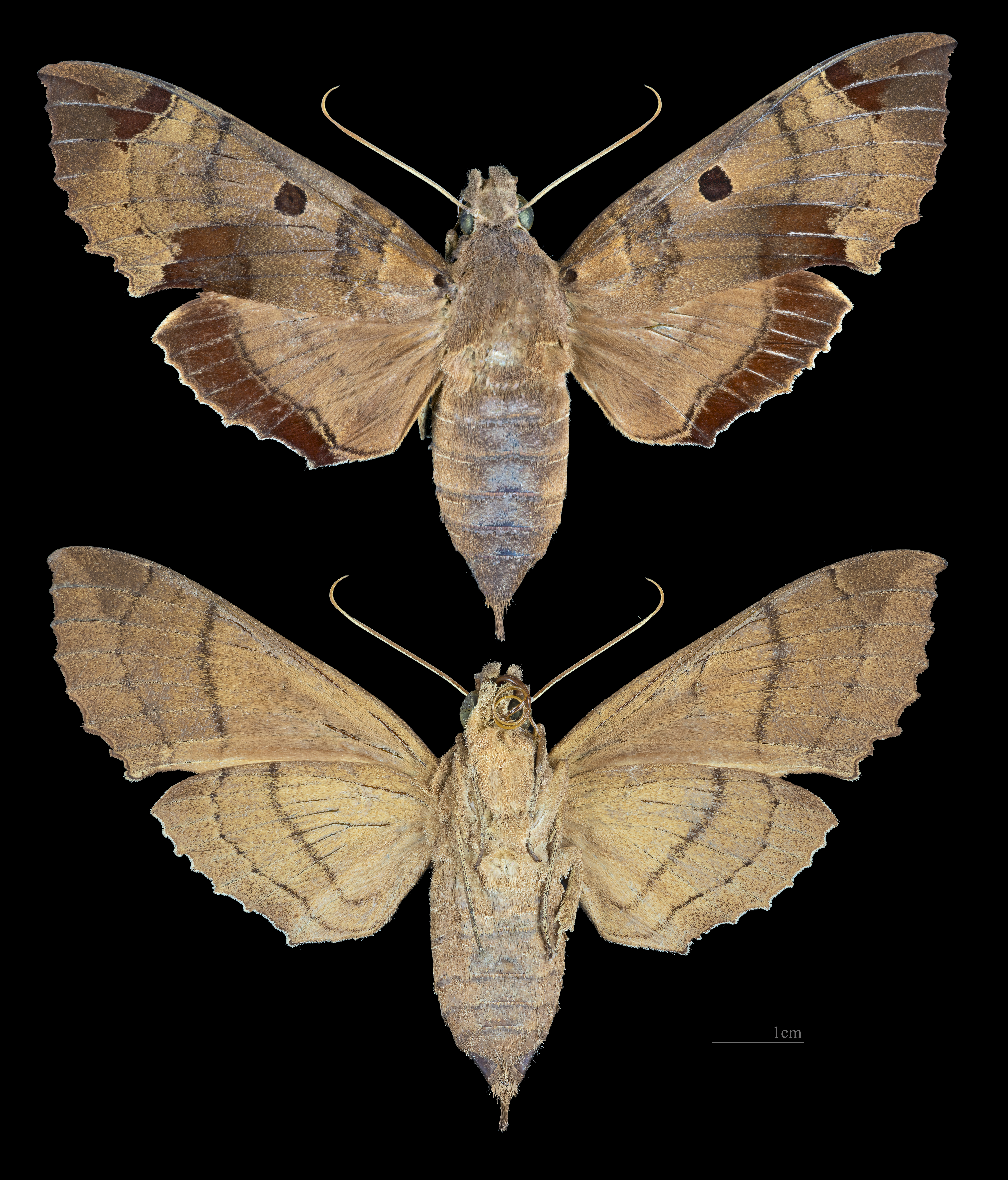
Kloneus
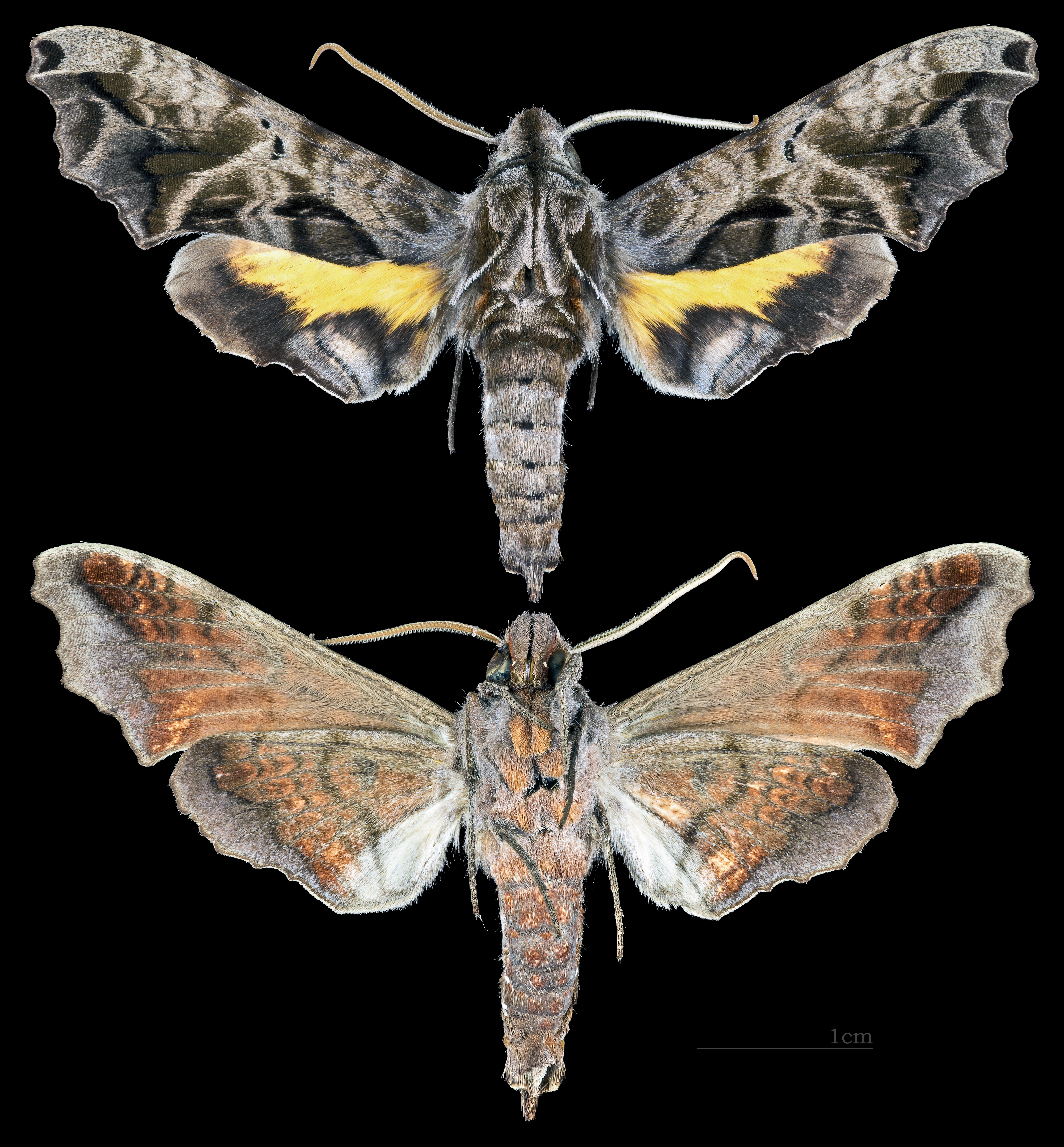
Nyceryx
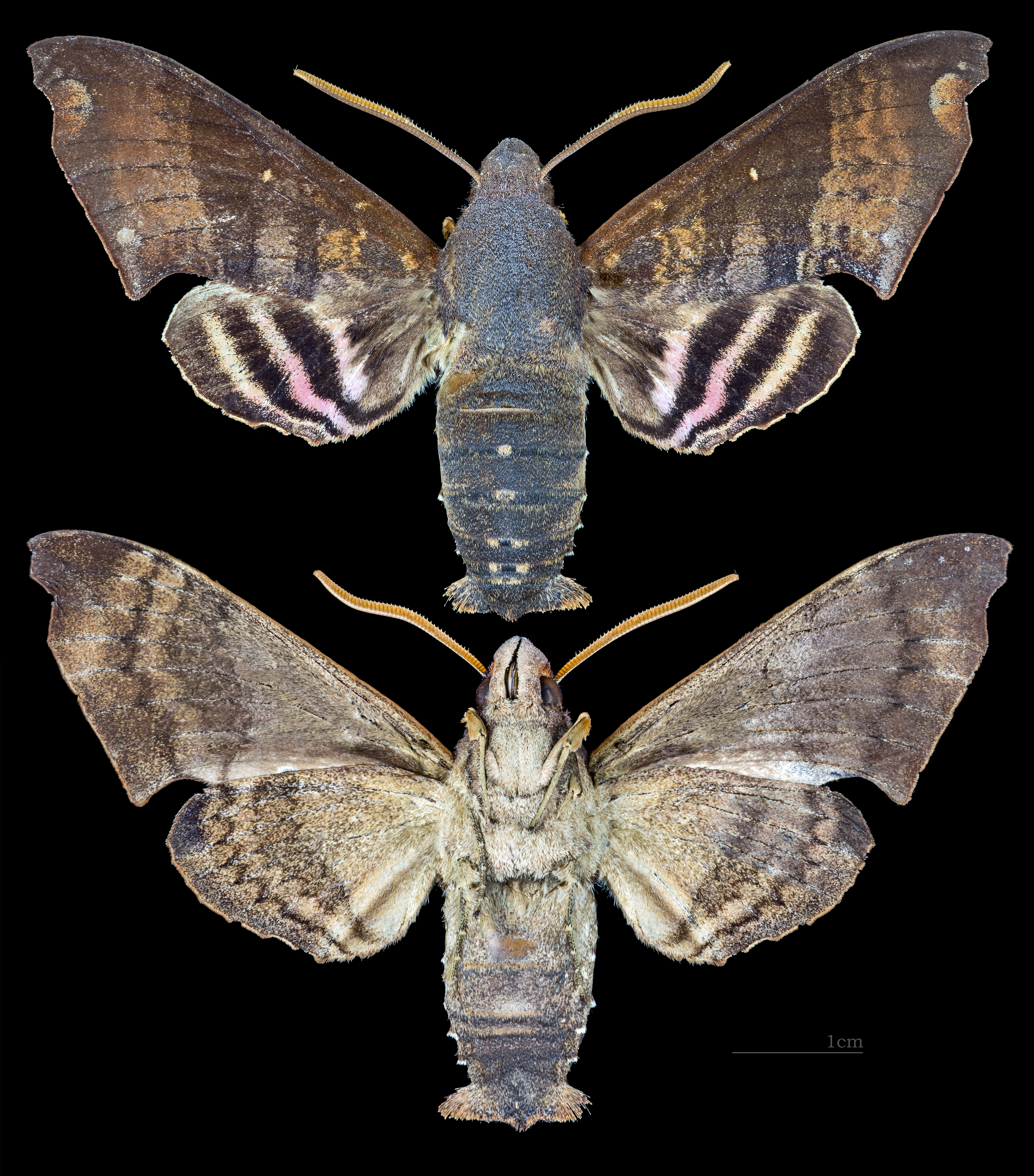
Pachygonidia
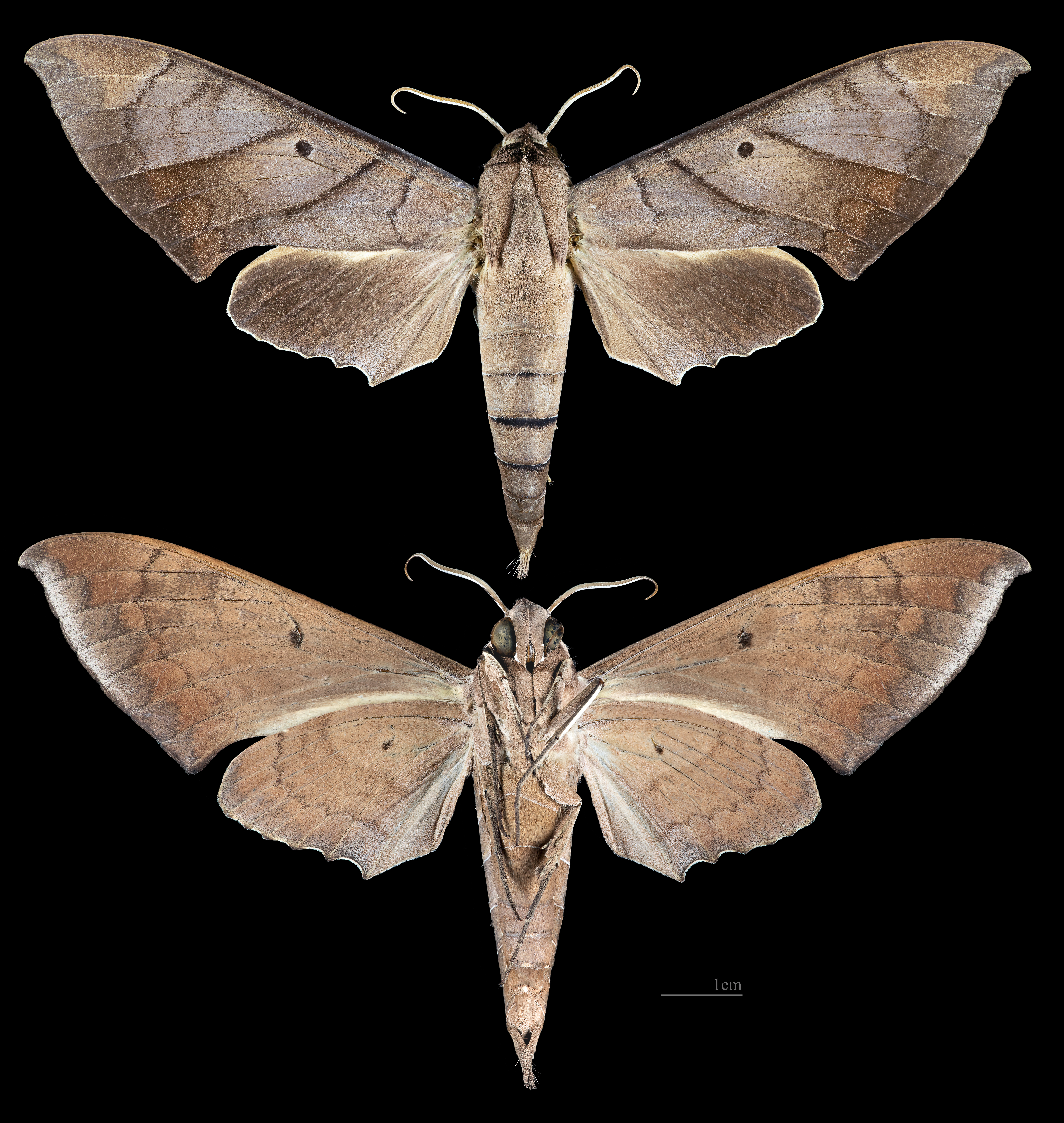
Pachylia
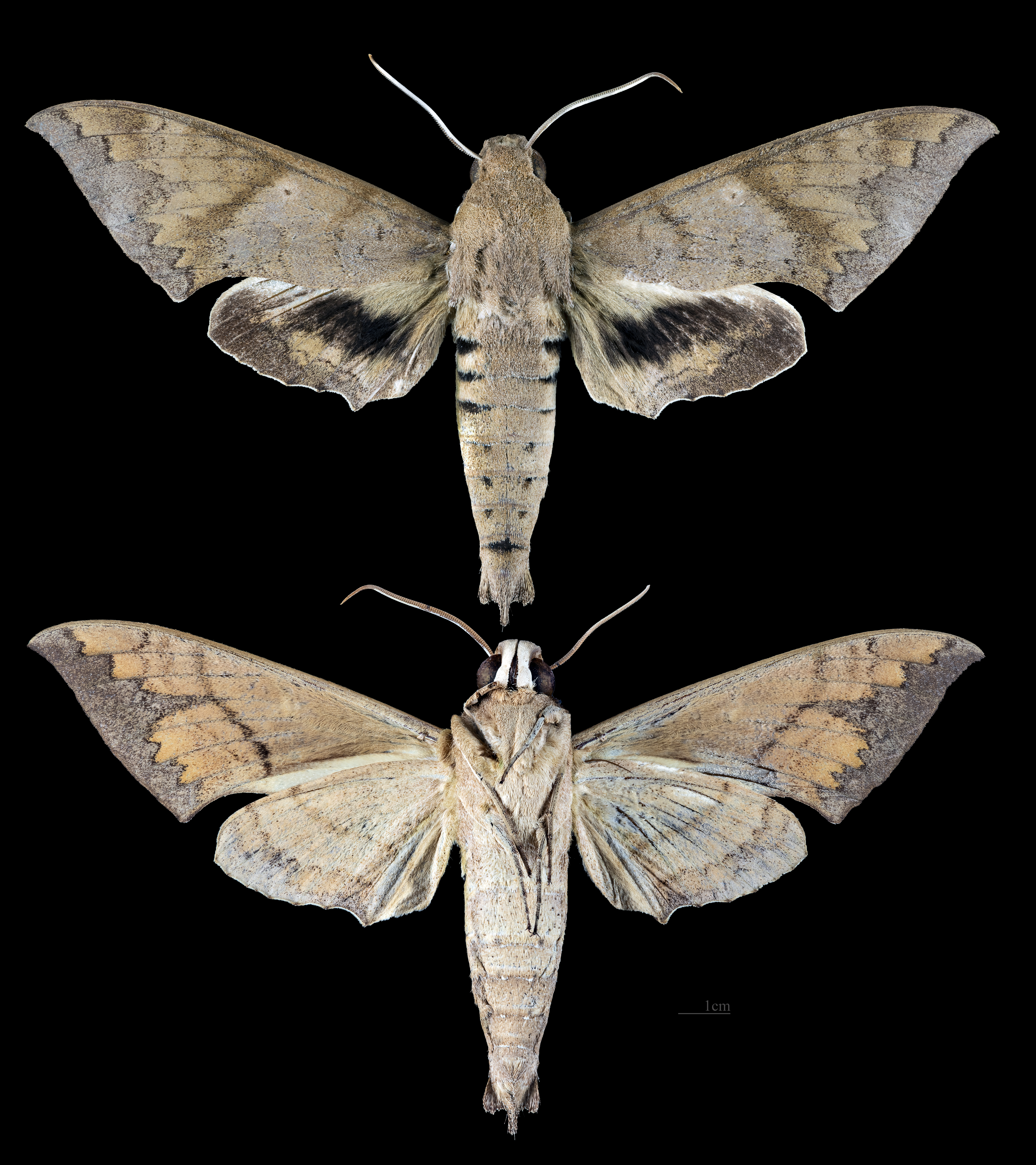
Pachylioides
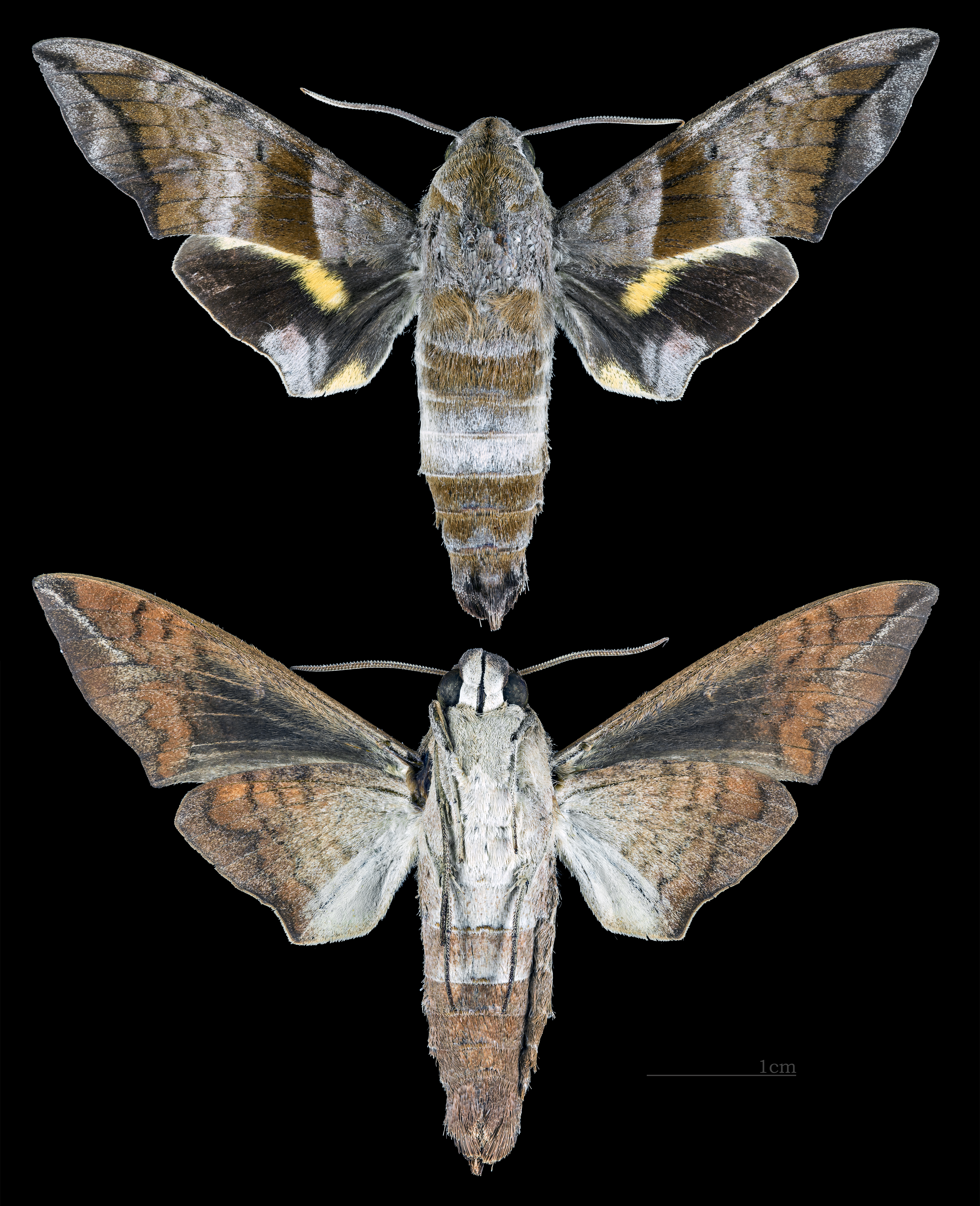
Perigonia
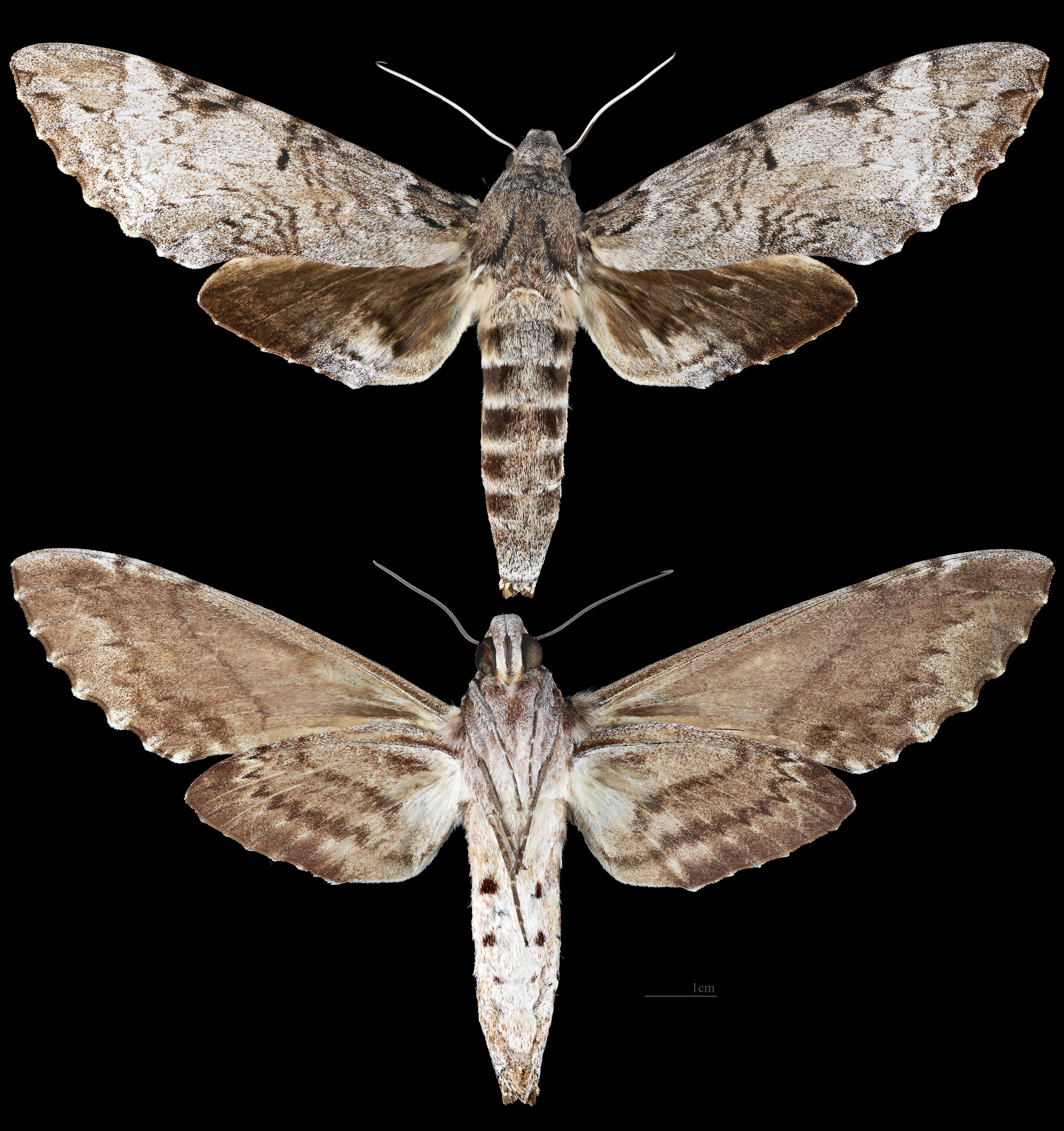
Pseudosphinx
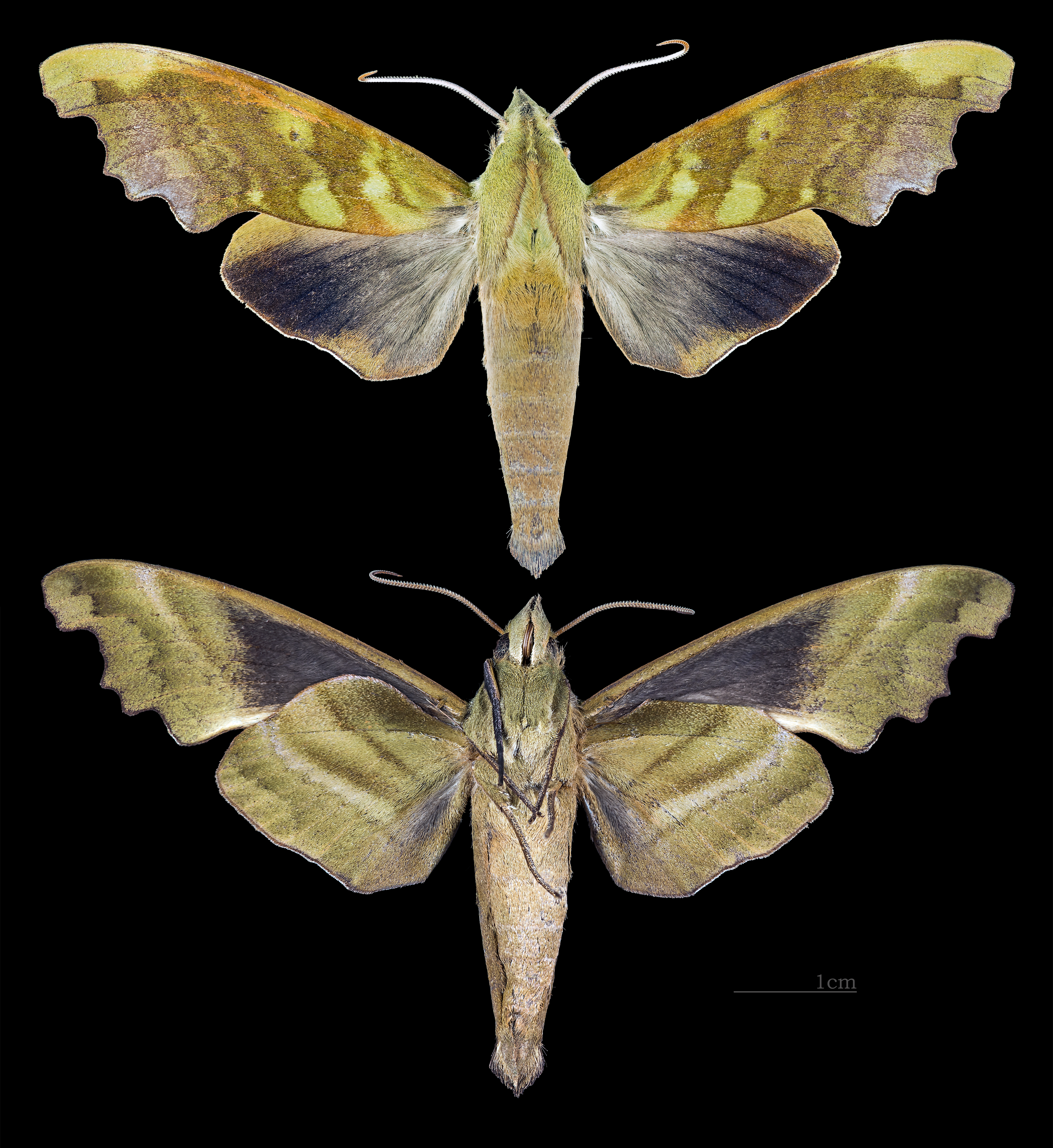
Stolidoptera
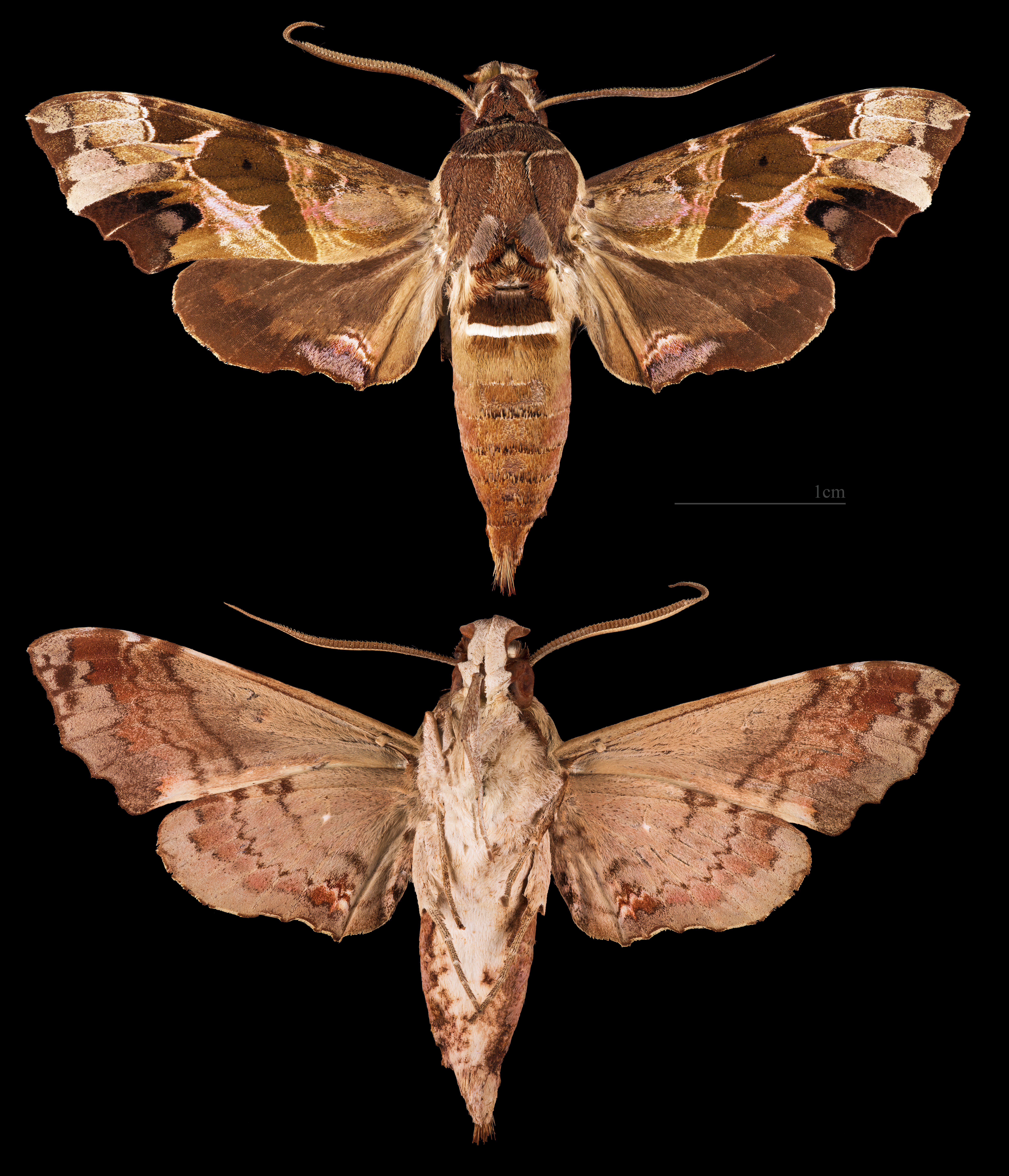
Unzela

- Subtribu Hemarina Tutt, 1902
  - Gènere Cephonodes Dalman, 1816
  - Gènere Hemaris Dalman, 1816

- Cephonodes
- Hemaris

## Espècies presents als Països Catalans
- Hemaris fuciformis
- Hemaris tityus